# Futbol a Letònia

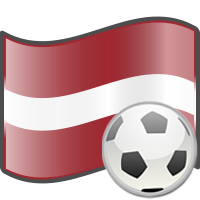

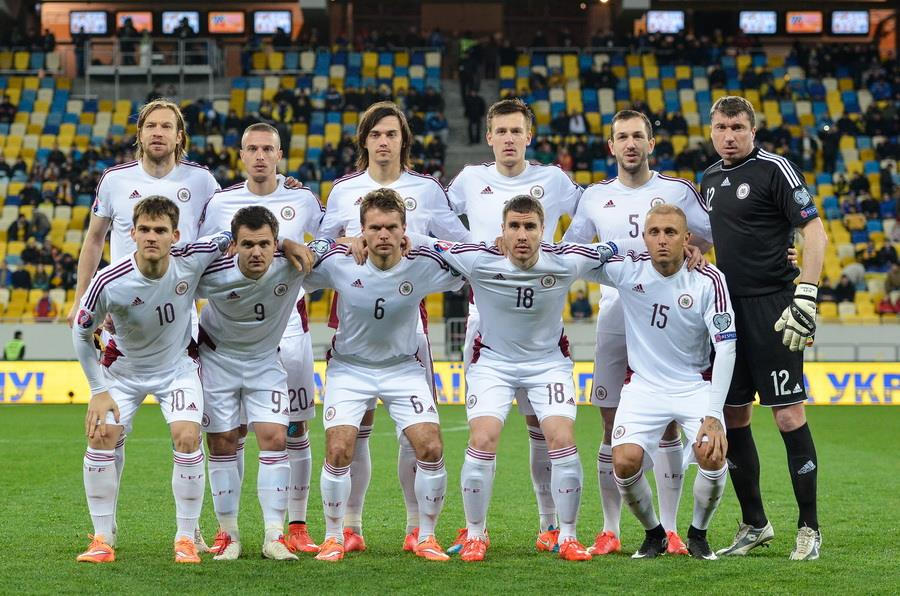
Selecció de Letònia el 2015.

El futbol és el tercer esport en popularitat a Letònia per darrere de l'hoquei sobre gel i el basquetbol, però recentment està guanyant en popularitat. La Federació Letona de Futbol (letó: Latvijas Futbola federācija) és l'òrgan rector nacional del futbol.

## Competicions
- Lliga:[5]
  - Virslīga
  - Latvijas futbola 1. līga
  - Latvijas futbola 2. Līga
- Latvijas Kauss
- Latvijas Superkauss

## Principals clubs
Clubs amb més títols nacionals (1991-2018):
- Skonto FC
- FK Ventspils
- FK Liepājas Metalurgs
- FC Daugava
- FK Liepāja
- FK Spartaks Jūrmala
- FK Jelgava
- FK Rīga

## Principals estadis

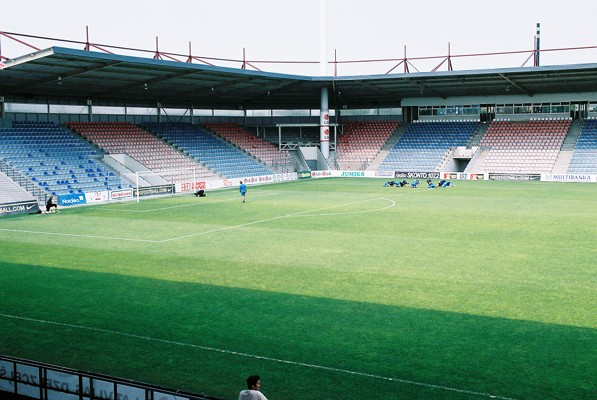
Estadi Skonto.

## Jugadors destacats
Fonts:
Des de 1930
- Voldemārs Bērziņš
- Rūdolfs Kundrāts
- Jānis Lidmanis
- Alberts Šeibelis
- Ēriks Pētersons
- Ādolfs Sīmanis
- Ilja Vestermans
- Arnolds Tauriņš

Des de 1940
- Alfons Jēgers

Des de 1950
- Leonīds Ostrovskis

Des de 1960
- Georgijs Smirnovs

Des de 1970
- Laimonis Laizāns

Des de 1980
- Jurijs Ševļakovs
- Aleksandrs Starkovs
- Jevgeņijs Miļevskis

Des de 1990
- Mihails Zemļinskis
- Vitālijs Astafjevs
- Imants Bleidelis
- Andrejs Štolcers

Des de 2000
- Aleksandrs Koļinko
- Igors Stepanovs
- Dzintars Zirnis
- Juris Laizāns
- Andrejs Rubins
- Marians Pahars
- Vīts Rimkus
- Māris Verpakovskis

Des de 2010
- Andris Vaņins
- Kaspars Gorkšs
- Artjoms Rudņevs